# Tournoi de tennis de Berlin
Le tournoi de Berlin est un tournoi de tennis féminin et masculin du circuit professionnel ATP. 
Le tournoi masculin a été organisé entre 1969 et 1979 en extérieur sur dur puis sur terre battue. Il revient en 1990 et 1991, cette fois sur moquette en salle puis le tournoi de Bolzano lui succède au calendrier 1992
Des épreuves féminines ont été organisées entre 1963 et 1968.

## Palmarès dames

### Simple
| No       | Date       | Nom et lieu du tournoi                          | Catégorie | Dotation | Surface      | Vainqueure     | Finaliste            | Score    |         |
| -------- | ---------- | ----------------------------------------------- | --------- | -------- | ------------ | -------------- | -------------------- | -------- | ------- |
| 1        | 26-05-1963 | West Berlin International Championships, Berlin |           | NC       | Terre (ext.) | Margaret Smith | Robyn Ebbern         | 6-2, 7-5 | Tableau |
| 2        | 13-05-1964 | Berlin International, Berlin                    |           | NC       | Terre (ext.) | Margaret Smith | Helga Schultze       | 6-2, 6-1 | Tableau |
| Ère Open |            |                                                 |           |          |              |                |                      |          |         |
| 3        | 28-05-1968 | Berlin Championships, Berlin                    |           | NC       | Terre (ext.) | Helga Schultze | Margaret Smith Court | 6-1, 7-5 | Tableau |

### Double
| No       | Date       | Nom et lieu du tournoi                         | Catégorie | Dotation | Surface      | Vainqueures                        | Finalistes                    | Score    |         |
| -------- | ---------- | ---------------------------------------------- | --------- | -------- | ------------ | ---------------------------------- | ----------------------------- | -------- | ------- |
| 1        | 26-05-1963 | West Berlin International Championships Berlin |           | NC       | Terre (ext.) | Robyn Ebbern Margaret Smith        | Inge Pohmann Almut Sturm      | 6-1, 6-0 | Tableau |
| 2        | 13-05-1964 | Berlin International Berlin                    |           | NC       | Terre (ext.) | Margaret Smith Lesley Turner       | Nancy Richey Karen Susman     | 7-5, 6-2 | Tableau |
| Ère Open |            |                                                |           |          |              |                                    |                               |          |         |
| 3        | 28-05-1968 | Berlin Championships Berlin                    |           | NC       | Terre (ext.) | Margaret Smith Court Virginia Wade | Helga Masthoff Helga Schultze | 6-4, 6-3 | Tableau |

## Palmarès messieurs

### Simple
| No | Date       | Nom et lieu du tournoi                | Catégorie    | Dotation  | Surface         | Vainqueur           | Finaliste            | Score                   |  |
| -- | ---------- | ------------------------------------- | ------------ | --------- | --------------- | ------------------- | -------------------- | ----------------------- |  |
| 1  | 01-05-1969 | , Berlin                              |              | NC $      | NC              | Raymond Moore       | Cliff Drysdale       | 1-6, 6-1, 7-5, 6-8, 7-5 |  |
| 2  | 04-06-1973 | , Berlin                              |              | NC $      | Dur (ext.)      | Hans-Jürgen Pohmann | Karl Meiler          | 6-3, 3-6, 6-3, 6-3      |  |
| 3  | 20-06-1976 | , Berlin                              |              | 50 000 $  | Dur (ext.)      | Víctor Pecci        | Hans-Jürgen Pohmann  | 6-1, 6-2, 5-7, 6-3      |  |
| 4  | 13-06-1977 | , Berlin                              |              | 50 000 $  | Terre (ext.)    | Paolo Bertolucci    | Jiří Hřebec          | 6-4, 5-7, 4-6, 6-2, 6-4 |  |
| 5  | 25-06-1978 | , Berlin                              |              | 50 000 $  | Terre (ext.)    | Vladimír Zedník     | Harald Elschenbroich | 6-4, 7-5, 6-2           |  |
| 6  | 18-06-1979 | , Berlin                              |              | 50 000 $  | Terre (ext.)    | Peter McNamara      | Patrice Dominguez    | 6-4, 6-0, 6-7, 6-2      |  |
| 7  | 27-04-1981 | , Berlin                              | Challenger   | 25 000 $  | Terre (ext.)    | Werner Zirngibl     | Erick Iskersky       | 6-3, 7-6                |  |
| 8  | 08-10-1990 | European Indoor Championships, Berlin | World Series | 260 000 $ | Moquette (int.) | Ronald Agenor       | Aleksandr Volkov     | 4-6, 6-4, 7-6           |  |
| 9  | 07-10-1991 | Holsten International, Berlin         | World Series | 260 000 $ | Moquette (int.) | Petr Korda          | Arnaud Boetsch       | 6-3, 6-4                |  |

### Double
| No | Date       | Nom et lieu du tournoi                | Catégorie    | Dotation  | Surface         | Vainqueurs                            | Finalistes                            | Score            |  |
| -- | ---------- | ------------------------------------- | ------------ | --------- | --------------- | ------------------------------------- | ------------------------------------- | ---------------- |  |
| 1  | 01-05-1969 | , Berlin                              |              | NC $      | NC              | Bob Hewitt Frew McMillan              | Raymond Moore Marty Riessen           | 6-4, 6-4, 6-1    |  |
| 2  | 04-06-1973 | , Berlin                              |              | NC $      | Dur (ext.)      | Jürgen Fassbender Hans-Jürgen Pohmann | Joaquín Loyo Mayo Raúl Ramírez        | 4-6, 6-4, 6-4    |  |
| 3  | 20-06-1976 | , Berlin                              |              | 50 000 $  | Dur (ext.)      | Patricio Cornejo Antonio Muñoz        | Jürgen Fassbender Hans-Jürgen Pohmann | 7-5, 6-1         |  |
| 4  | 13-06-1977 | , Berlin                              |              | 50 000 $  | Terre (ext.)    | Hans Gildemeister Belus Prajoux       | Pavel Hutka Vladimír Zedník           | Finale non jouée |  |
| 5  | 25-06-1978 | , Berlin                              |              | 50 000 $  | Terre (ext.)    | Colin Dowdeswell Jürgen Fassbender    | Željko Franulović Hans Gildemeister   | 6-3, 6-4         |  |
| 6  | 18-06-1979 | , Berlin                              |              | 50 000 $  | Terre (ext.)    | Carlos Kirmayr Ivan Lendl             | Jorge Andrew Stanislav Birner         | 6-2, 6-1         |  |
| 7  | 27-04-1981 | , Berlin                              | Challenger   | 25 000 $  | Terre (ext.)    | Andreas Maurer Wolfgang Popp          | Tim Garcia Fernando Maynetto          | 4-6, 6-3, 6-0    |  |
| 8  | 08-10-1990 | European Indoor Championships, Berlin | World Series | 260 000 $ | Moquette (int.) | Pieter Aldrich Danie Visser           | Kevin Curren Patrick Galbraith        | 7-6, 7-6         |  |
| 9  | 07-10-1991 | Holsten International, Berlin         | World Series | 260 000 $ | Moquette (int.) | Petr Korda Karel Nováček              | Jan Siemerink Daniel Vacek            | 3-6, 7-5, 7-5    |  |

## Palmarès mixte
| No | Date       | Nom et lieu du tournoi      | Catégorie | Dotation | Surface      | Vainqueures             | Finalistes                         | Score         |         |
| -- | ---------- | --------------------------- | --------- | -------- | ------------ | ----------------------- | ---------------------------------- | ------------- | ------- |
| 1  | 28-05-1968 | Berlin Championships Berlin |           | NC       | Terre (ext.) | Virginia Wade Tom Okker | Margaret Smith Court Marty Riessen | 6-3, 2-6, 6-2 | Tableau |